# Club Atlético Defensor Lima
Il Club Atlético Defensor Lima, conosciuto semplicemente come Defensor Lima, è una società di calcio peruviana, con sede a Lima.

## Storia
Il club venne fondata il 31 luglio 1931 come Club Atlético Chacra Colorada per poi cambiare successivamente il nome in Club Deportivo Defensor Breña e poi in quello definitivo di Club Atlético Defensor Lima.
Nel 1957 ottenne la promozione in seconda serie nel 1957, vincendola poi nel 1960, ottenendo così l'accesso alla massima categoria peruviana. Con l'arrivo nella massima serie giunse anche l'appoggio finanziario dell'imprenditore del settore ittico Luis Banquero Rossi che portarono la squadra ad essere molto competitiva in campionato, potendosi fregiare tra il 1965 ed il 1973 di tre capicannonieri del torneo (Carlos Urrunaga nel 1965 e Francisco Gonzales León nel 1972 e 1973).

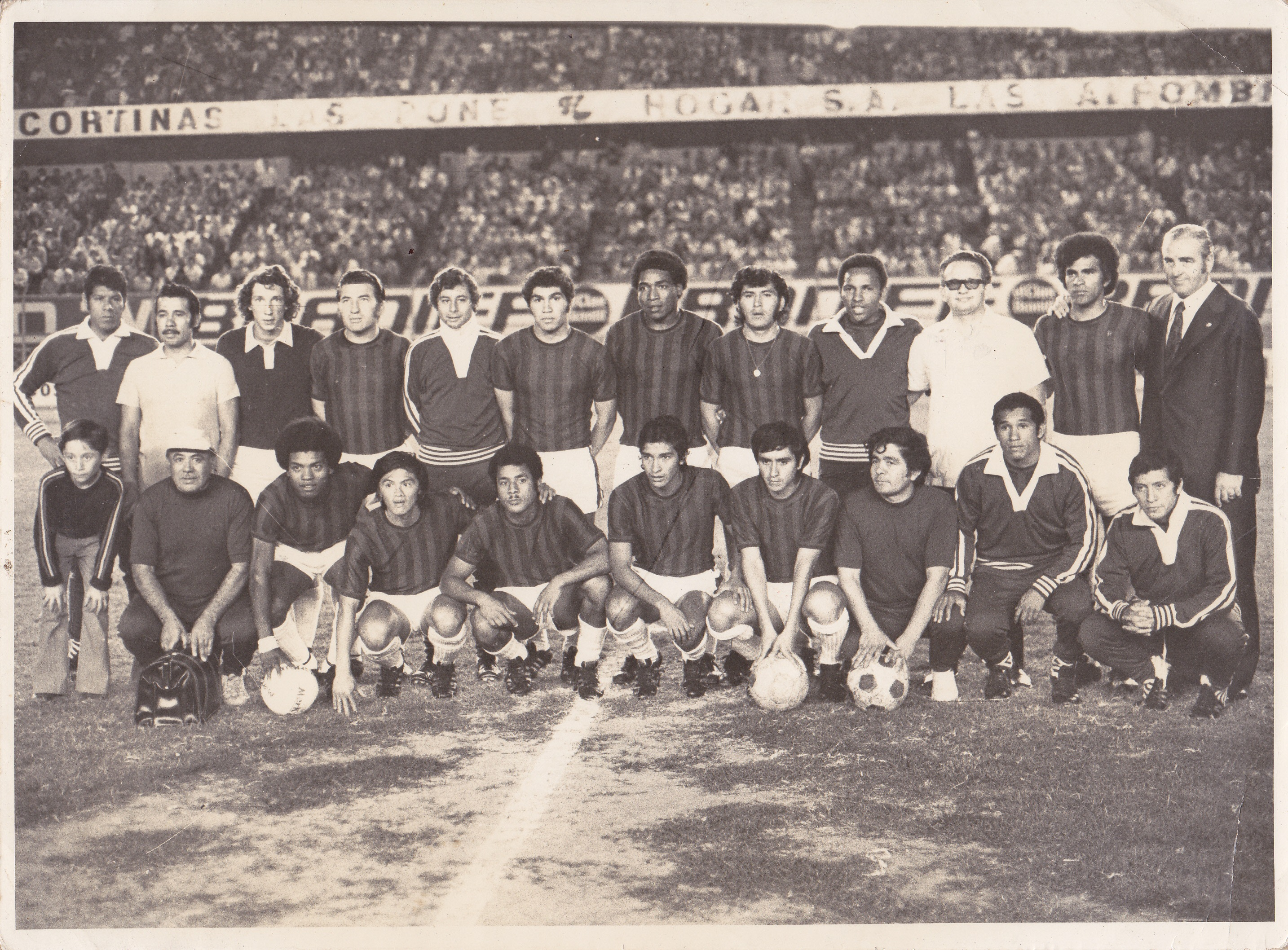
Formazione del 1973.

La società ebbe alcuni problemi quando salì al potere in Perù Juan Velasco Alvarado che fece espropriare le aziende di Banquero, successivamente assassinato. Alla guida societaria del club subentrò il fratello di Banquero, che utilizzando dei fondi lasciati previdentemente dal defunto Luis, portò il Defensor a conquistare il suo unico titolo nel 1973. Grazie alla vittoria del campionato 1973 il Defensor partecipò anche alla Coppa Libertadores 1974, giungendo alle semifinali. Inoltre si aggiudicarono anche l'edizione 1974 della Copa Simón Bolívar.
Il periodo di gloria si interrompe nel 1978, anno in cui il club retrocede nella serie cadetta. Tornò a giocare in massima serie nel 1989, categoria che mantenne sino al 1994.
Nel 1989 il club si aggiudicò il Torneo Plácido Galindo, competizione svoltasi esclusivamente durante la contemporanea Copa América 1989 svoltasi in Brasile nel luglio di quell'anno.
Nel 2016, dopo anni nelle serie inferiori peruviane, il Defensor fallisce e viene rifondato con il supporto dei tifosi e di alcune vecchie glorie.

## Palmarès

### Competizioni nazionali
- Campionato peruviano: 1

1973
- Segunda División: 3

1960, 1964, 1988
- Torneo Plácido Galindo: 1

1989

### Competizioni internazionali
- Copa Simón Bolívar: 1

1974